# 蘆田郡
蘆田郡（日语：〔〕／ Ashida gun */?）是過去屬於備後國的郡。已於1898年10月1日與品治郡合併為蘆品郡。過去的轄區包括現在的福山市北部、府中市南部和神石高原町南部。

## 歷史

### 年表
- 1889年4月1日：實施町村制，蘆田郡下轄：阿字村、有磨村、岩谷村、河佐村、木野山村、栗生村、桑木村、國府村、常金丸村、出口村、廣谷村、福相村、藤尾村、府中市村、行縢村。（15村）
- 1896年6月3日：府中市村改制並改名為府中町。（1町14村）
- 1898年10月1日：蘆田郡與品治郡合併為蘆品郡。